# Bharat Mata

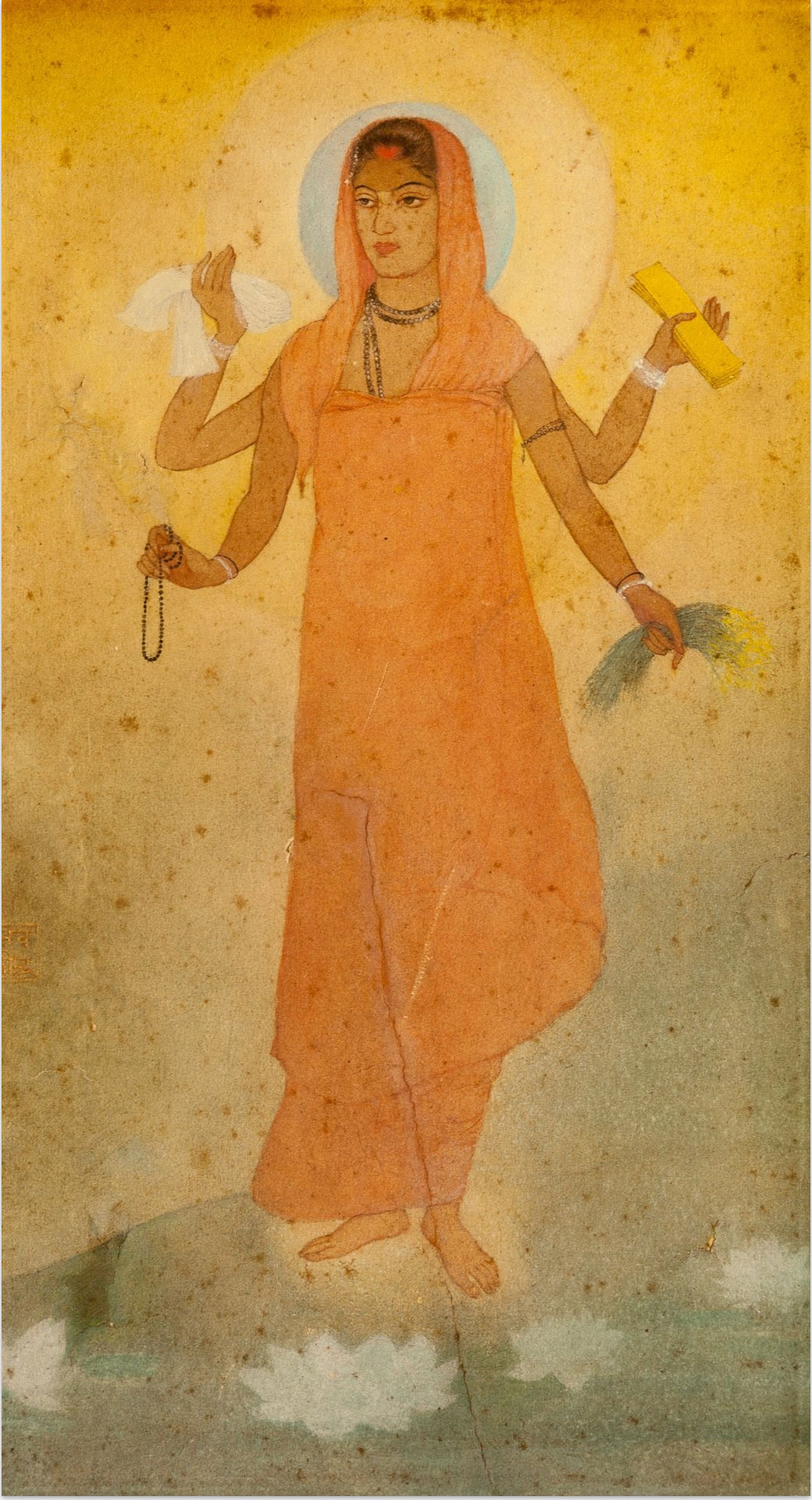
Bharat Mata por Abanindranath Tagore (1871–1951).

Bharat Mata (Bhārat Mātā, Mãe Índia em português) é uma personificação nacional da Índia (Bharat) como uma deusa-mãe. Bharat Mata é comumente retratada vestida com um sári vermelho ou cor de açafrão e segurando uma bandeira nacional; ela às vezes fica em pé sobre um lótus e é acompanhada por um leão.
A palavra Bharat Mata data em Bengala do final do século XIX na literatura moderna. Ela foi popularizada pelo romance em língua bengali Anandamath (1882), onde foi retratada em uma forma inseparável das deusas hindus Durga e Kali. Após a polêmica divisão da província de Bengala em 1905, ela foi destacada durante o boicote de produtos feitos na Grã-Bretanha organizado por Surendranath Bannerjee. Em inúmeras reuniões de protesto, ela foi invocada no grito de guerra Vande Mataram (Eu me curvo à mãe).
Bharat Mata foi pintada como uma deusa de quatro braços por Abanindranath Tagore em 1904, no estilo associado à Escola de Arte de Bengala, em uma forma derivada de representações típicas de deusas hindus. Esta pintura é exibida no Victoria Memorial Museum em Calcutá. No final do século XIX, mapas da Índia produzidos pelo Raj britânico e baseados no Great Trigonometrical Survey tornaram-se amplamente disponíveis. Sobre o fundo de um mapa, Bharat Mata foi retratada na capa da revista em língua tâmil Vijaya do poeta Subramania Bharati em 1909. Nas décadas seguintes, ela apareceu em toda a Índia na arte popular: em revistas, pôsteres e calendários, tornando-se um símbolo do nacionalismo indiano.
Há um punhado de templos Bharat Mata na Índia. O primeiro foi inaugurado por Mahatma Gandhi em Varanasi em 1936. O templo tem um grande mapa em relevo de mármore da Índia em seu chão, mas originalmente não tinha uma murti (imagem divina usada para adoração). Em sua parede está exposto um poema escrito para a inauguração pelo poeta nacionalista de língua hindi Maithili Sharan Gupt; ele proclama que o templo está aberto a todas as castas e religiões. A maioria dos visitantes do templo são turistas estrangeiros. Muçulmanos indianos e sikhs se opuseram ao canto de seu nome, porque no islamismo e no sikhismo, Deus não pode ser adorado em forma humana.

## História

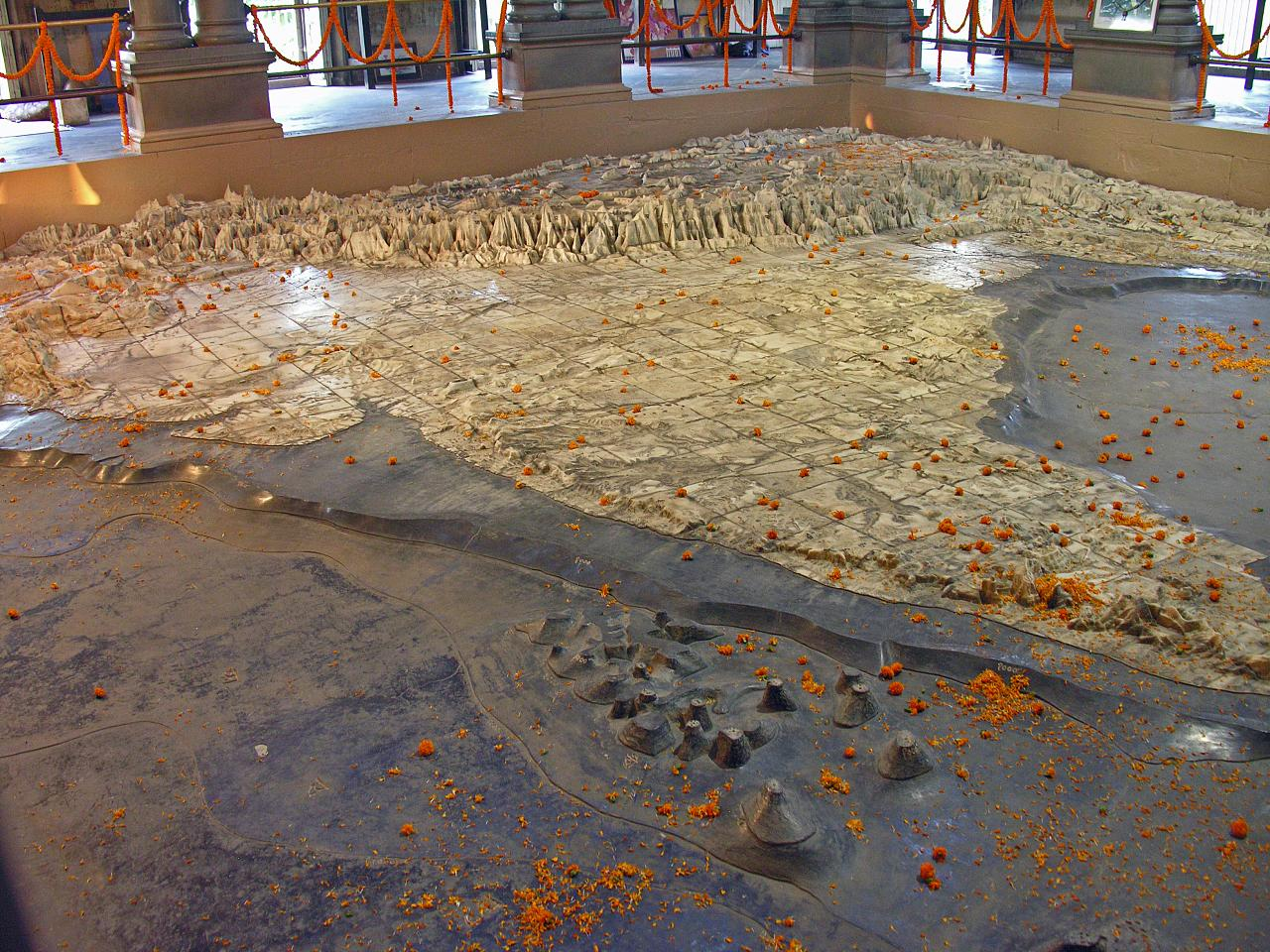
O mapa em relevo da Índia como Bharat Mata, esculpido em mármore no Bharat Mata Mandir, Varanasi

A imagem de Bharat Mata se formou com o movimento de independência da Índia no final do século XIX. Uma peça de Kiran Chandra Banerjee, Bharat Mata, foi apresentada pela primeira vez em 1873. A peça, ambientada durante a fome de Bengala em 1770, retrata uma mulher e seu marido que vão para a floresta e encontram rebeldes. Um sacerdote os leva a um templo onde lhes é mostrado Bharat Mata. Assim, eles são inspirados e lideram uma rebelião que resulta na derrota dos britânicos. A história da revista Manushi traça a origem de uma obra satírica Unabimsa Purana ou The Nineteenth Purana de Bhudeb Mukhopadhyay, que foi publicada anonimamente pela primeira vez em 1866. Bankim Chandra Chatterjee em 1882 escreveu um romance Anandamath e introduziu o hino "Vande Mātaram", que logo se tornou a canção do movimento de liberdade emergente na Índia. À medida que o Raj britânico criava a forma cartográfica da Índia por meio do Geological Survey of India, o nacionalista indiano a desenvolveu em um ícone do nacionalismo.
Na década de 1920, tornou-se uma imagem mais política, às vezes incluindo imagens de Mahatma Gandhi e Bhagat Singh. A bandeira Tiranga também começou a ser incluída durante esse período. Na década de 1930, a imagem entrou na prática religiosa. O templo Bharat Mata foi construído em Varanasi em 1936 por Shiv Prashad Gupt e foi inaugurado por Mahatma Gandhi. Este templo não tem nenhuma estátua, mas apenas um relevo de mármore do mapa da Índia. Bipin Chandra Pal elaborou seu significado em termos idealizadores e idealistas, junto com tradições filosóficas hindus e práticas devocionais. Representava uma essência espiritual arcaica, uma ideia transcendental do Universo, bem como expressava o hinduísmo universal e a nacionalidade.

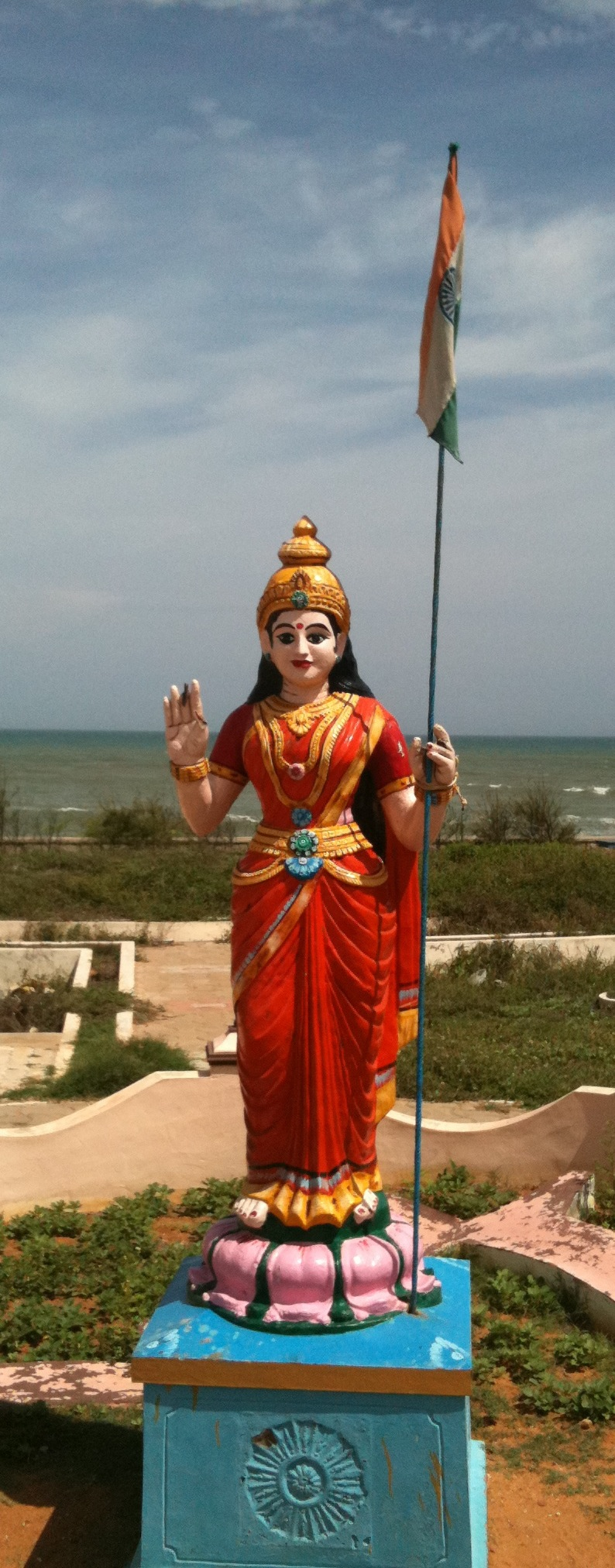
Uma estátua de Bharathamatha em Kanyakumari, ou Cabo Comorim, a costa mais ao sul da Índia

Abanindranath Tagore retratou Bharat Mata como uma deusa hindu de quatro braços vestindo vestes cor de açafrão, segurando os manuscritos, feixes de arroz, um mala e um pano branco. A imagem de Bharatmata foi um ícone para criar sentimento nacionalista nos indianos durante a luta pela liberdade. A Irmã Nivedita, uma admiradora da pintura, opinou que a imagem era refinada e imaginativa, com Bharatmata em pé sobre terra verde e céu azul atrás dela; pés com quatro lótus, quatro braços significando poder divino; halo branco e olhos sinceros; e presentes Shiksha-Diksha-Anna-Bastra da pátria para seus filhos.
O ativista da independência indiana Subramania Bharati viu Bharat Mata como a terra do Ganges. Ele identificou Bharat Mata como Mahadevi. Ele também diz que obteve o Darśana de Bharat Mata durante sua visita com sua guru, a Irmã Nivedita.

## Significado
No livro Everyday Nationalism: Women of the Hindu Right in India, Kalyani Devaki Menon argumenta que "a visão da Índia como Bharat Mata tem implicações profundas para a política do nacionalismo hindu" e que a representação da Índia como uma deusa hindu implica que não é apenas patriótico, mas também religioso, o dever de todos os hindus participar da luta nacionalista para defender a nação. Essa associação causou controvérsia com muçulmanos devotos, cuja crença na unicidade de Deus os impede de atribuir divindade a qualquer deus que não seja Alá.
O lema Bharat Mata ki Jai ("Vitória para a Mãe Índia") é usado pelo Exército Indiano. No uso coloquial contemporâneo, no entanto, a expressão é análoga a "Viva a Mãe Índia" ou "Saudação à Mãe Índia". As várias dezenas de unidades armadas nacionais da Indonésia, de maioria muçulmana, também usam lemas em sânscrito de origem hindu, incluindo as Forças Armadas Nacionais, o Exército, a Marinha, por exemplo, o lema da Força Aérea da Indonésia Swabhuana Paksa ("Asas da Pátria") e o lema da Polícia Nacional Indonésia Rastra Sewakottama ("Melhores Servidores da Nação").